# Flamant du Chili
Phoenicopterus chilensis
Espèce
Statut de conservation UICN

 NT  : Quasi menacé
Statut CITES
Répartition géographique
- zone de nidification
- aire d'hivernage

Synonymes
- Phoenicoparrus chilensis (Molina, 1782) (protonyme)

Le Flamant du Chili (Phoenicopterus chilensis) est une grande espèce (110 à 130 cm) d'oiseaux de la famille des Phoenicopteridae. C’est un proche parent du Flamant rose, avec lequel il est parfois considéré comme conspécifique.

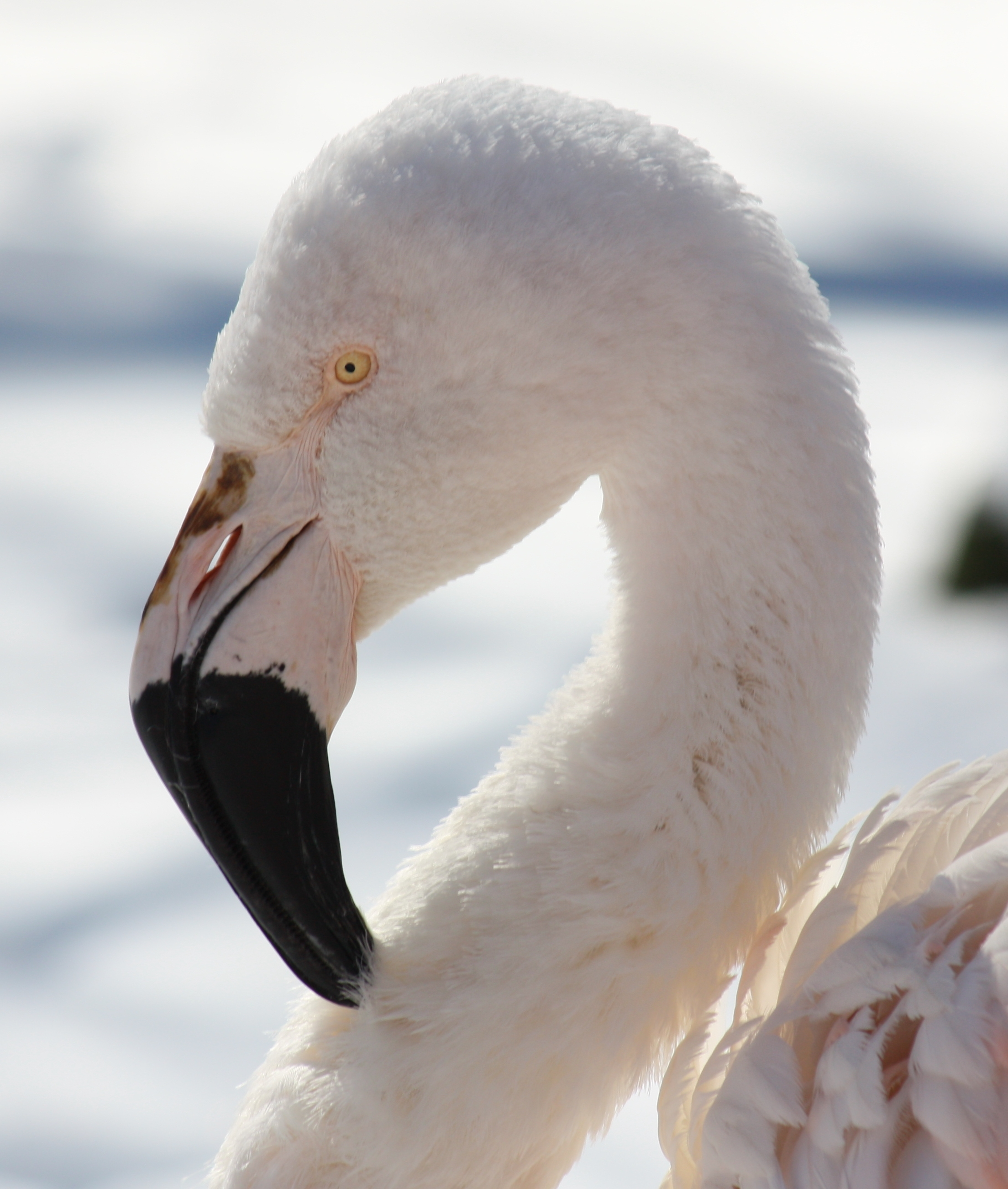
Zoom de la tête, au zoo de Louisville, aux États-Unis.

## Description
Son plumage est plus rose que chez la forme européenne du Flamant rose, mais plus clair que chez la forme américaine de ce dernier, le Flamant de Cuba. On peut l’en différencier par ses pattes grisâtres aux articulations roses, ainsi que par l’étendue plus grande du noir sur le bec (plus de la moitié).

## Nidification
Comme tous les flamants, il pond un unique œuf blanc crayeux sur un amas de boue.

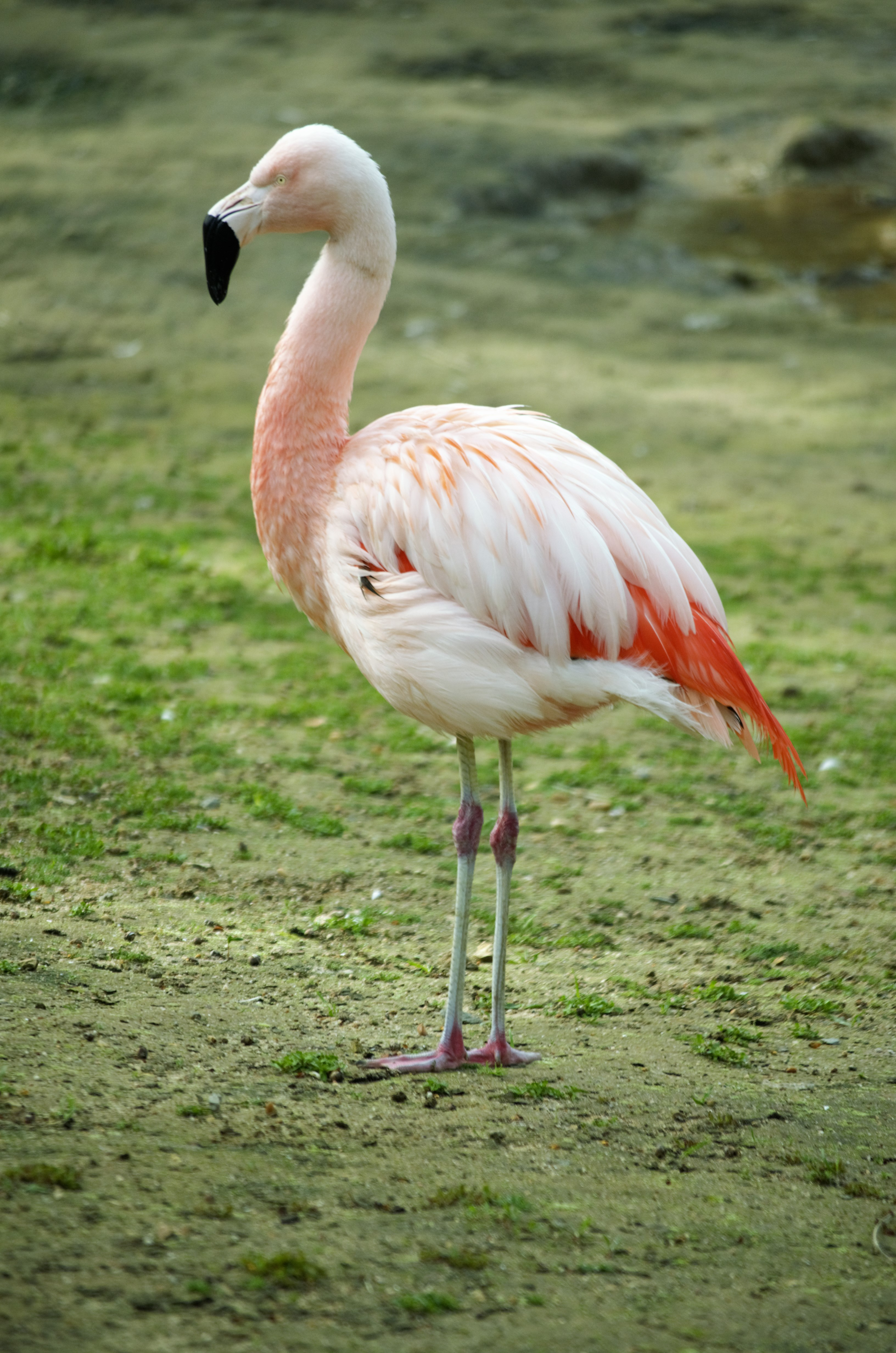
au Jardin botanique de Tours

## Répartition
On le rencontre dans les régions tempérées d’Amérique du Sud, à partir de l'Équateur et du Pérou jusqu'au Chili et jusqu'à l'Argentine, en passant par l'Est du Brésil ; il y a des petites populations naturelles dans l'Utah et en Californie, aux États-Unis.
D'autres spécimens en Europe se sont probablement échappés de captivité et ont formé des populations à la forêt de Zwillbrocker Venn, à la frontière de l'Allemagne et des Pays-Bas.